# Hopman Cup 2001
Résultats détaillés de l'édition 2001 du tournoi de tennis professionnel mixte Hopman Cup.
La Hopman Cup 2001 est la 13e édition du tournoi. Huit équipes mixtes participent à la compétition finale, la huitième équipe étant qualifiée au cours de play-off (la Belgique validant son ticket d'entrée contre le Japon). La compétition se dispute selon les modalités dites du « round robin » : séparées en deux poules de quatre équipes, les deux premières de chacune sont conviées à se disputer le titre en finale. Chaque confrontation entre deux pays consiste en trois phases : un simple dames, un simple messieurs et un double mixte décisif.
Le tournoi, qui commence le 30 décembre au Burswood Entertainment Complex, se déroule à Perth, en Australie.

## Faits marquants
- C'est la paire suisse composée de Martina Hingis et de Roger Federer qui gagne la finale face aux Américains Monica Seles et Jan-Michael Gambill.
- Il s'agit de la première victoire pour Hingis (après une finale perdue en 1996) et Federer dans une Hopman Cup.

## Parcours
| No | Équipe                                  | Résultat       | Ultimes adversaires              |
| -- | --------------------------------------- | -------------- | -------------------------------- |
| 1  | Martina Hingis Roger Federer            | Victoire       | Monica Seles Jan-Michael Gambill |
| 2  | Amanda Coetzer Wayne Ferreira           | 2e du groupe A | 2 victoires 1 défaite            |
| 3  | Tamarine Tanasugarn Paradorn Srichaphan | 3e du groupe A | 1 victoire 2 défaites            |
| 4  | Nicole Pratt Richard Fromberg           | 4e du groupe A | 0 victoire 3 défaites            |

| No | Équipe                           | Résultat        | Ultimes adversaires              |
| -- | -------------------------------- | --------------- | -------------------------------- |
| 1  | Monica Seles Jan-Michael Gambill | Finale          | Martina Hingis Roger Federer (1) |
| 2  | Elena Likhovtseva Marat Safin    | 2e du groupe B  | 1 victoire 2 défaites            |
| 3  | Karina Habšudová Dominik Hrbatý  | 3e du groupe B  | 1 victoire 2 défaites            |
| 4  | Kim Clijsters Olivier Rochus     | 4e du groupe B  | 1 victoire 2 défaites            |
| 5  | Ai Sugiyama Takao Suzuki         | tour de barrage | Kim Clijsters Olivier Rochus     |

## Match de barrage
|  | Équipe 1 | Score | Équipe 2 |  |
|  | Belgique | 2 – 1 | Japon    |  |

## Matchs de poule
L'équipe en tête de chaque poule se voit qualifiée pour la finale.

### Groupe A

#### Classements
| #   | Équipe victorieuse | Adversaire     | Score |
| 1er | Suisse             | Thaïlande      | 3 - 0 |
| 2e  | Afrique du Sud     | Australie      | 2 - 1 |
| 3e  | Suisse             | Australie      | 3 - 0 |
| 4e  | Afrique du Sud     | Thaïlande      | 2 - 1 |
| 5e  | Thaïlande          | Australie      | 3 - 0 |
| 6e  | Suisse             | Afrique du Sud | 2 - 1 |

| #   | Pays           | Points | Matchs | Sets    |
| --- | -------------- | ------ | ------ | ------- |
| 1re | Suisse         | 3 - 0  | 8 – 1  | 17 – 2  |
| 2e  | Afrique du Sud | 2 - 1  | 5 – 4  | 11 – 10 |
| 3e  | Thaïlande      | 1 - 2  | 4 – 5  | 7 – 12  |
| 4e  | Australie      | 0 - 3  | 1 – 8  | 4 – 15  |

#### Matchs détaillés
|  | Équipe 1 | Score | Équipe 2  |  |
|  | Suisse   | 3 – 0 | Thaïlande |  |

| Ordre des matchs | Joueurs                 | Points au premier set | Points au second set | Points au troisième set |
| ---------------- | ----------------------- | --------------------- | -------------------- | ----------------------- |
| 1                | Martina Hingis          | 6                     | 6                    |                         |
| 1                | Tamarine Tanasugarn     | 1                     | 1                    |                         |
|                  |                         |                       |                      |                         |
| 2                | Roger Federer           | 6                     | 6                    |                         |
| 2                | Paradorn Srichaphan     | 4                     | 2                    |                         |
|                  |                         |                       |                      |                         |
| 3 (sans enjeu)   | Hingis - Federer        | 6                     | 6                    |                         |
| 3 (sans enjeu)   | Tanasugarn - Srichaphan | 0                     | 1                    |                         |

|  | Équipe 1       | Score | Équipe 2  |  |
|  | Afrique du Sud | 2 – 1 | Australie |  |

| Ordre des matchs | Joueurs            | Points au premier set | Points au second set | Points au troisième set |
| ---------------- | ------------------ | --------------------- | -------------------- | ----------------------- |
| 1                | Amanda Coetzer     | 6                     | 7                    |                         |
| 1                | Nicole Pratt       | 3                     | 5                    |                         |
|                  |                    |                       |                      |                         |
| 2                | Wayne Ferreira     | 64                    | 5                    |                         |
| 2                | Richard Fromberg   | 7                     | 7                    |                         |
|                  |                    |                       |                      |                         |
| 3                | Coetzer - Ferreira | 7                     | 2                    | 7                       |
| 3                | Pratt - Fromberg   | 6                     | 6                    | 61                      |

|  | Équipe 1 | Score | Équipe 2  |  |
|  | Suisse   | 3 – 0 | Australie |  |

| Ordre des matchs | Joueurs          | Points au premier set | Points au second set | Points au troisième set |
| ---------------- | ---------------- | --------------------- | -------------------- | ----------------------- |
| 1                | Martina Hingis   | 6                     | 6                    |                         |
| 1                | Nicole Pratt     | 1                     | 1                    |                         |
|                  |                  |                       |                      |                         |
| 2                | Roger Federer    | 6                     | 6                    |                         |
| 2                | Richard Fromberg | 3                     | 2                    |                         |
|                  |                  |                       |                      |                         |
| 3 (sans enjeu)   | Hingis - Federer | 6                     | 6                    |                         |
| 3 (sans enjeu)   | Pratt - Fromberg | 1                     | 3                    |                         |

|  | Équipe 1       | Score | Équipe 2  |  |
|  | Afrique du Sud | 2 – 1 | Thaïlande |  |

| Ordre des matchs | Joueurs                 | Points au premier set | Points au second set | Points au troisième set |
| ---------------- | ----------------------- | --------------------- | -------------------- | ----------------------- |
| 1                | Amanda Coetzer          | 6                     | 6                    |                         |
| 1                | Tamarine Tanasugarn     | 4                     | 4                    |                         |
|                  |                         |                       |                      |                         |
| 2                | Wayne Ferreira          | 3                     | 6                    | 5                       |
| 2                | Paradorn Srichaphan     | 6                     | 2                    | 7                       |
|                  |                         |                       |                      |                         |
| 3                | Coetzer - Ferreira      | 6                     | 6                    |                         |
| 3                | Tanasugarn - Srichaphan | 4                     | 1                    |                         |

|  | Équipe 1  | Score | Équipe 2  |  |
|  | Thaïlande | 3 – 0 | Australie |  |

| Ordre des matchs | Joueurs                 | Points au premier set | Points au second set | Points au troisième set |
| ---------------- | ----------------------- | --------------------- | -------------------- | ----------------------- |
| 1                | Tamarine Tanasugarn     | 6                     | 4                    | 7                       |
| 1                | Nicole Pratt            | 3                     | 6                    | 5                       |
|                  |                         |                       |                      |                         |
| 2                | Paradorn Srichaphan     | 7                     | 7                    |                         |
| 2                | Richard Fromberg        | 63                    | 5                    |                         |
|                  |                         |                       |                      |                         |
| 3 (sans enjeu)   | Tanasugarn - Srichaphan | 8                     |                      |                         |
| 3 (sans enjeu)   | Pratt - Fromberg        | 72                    |                      |                         |

|  | Équipe 1 | Score | Équipe 2       |  |
|  | Suisse   | 2 – 1 | Afrique du Sud |  |

| Ordre des matchs | Joueurs            | Points au premier set | Points au second set | Points au troisième set |
| ---------------- | ------------------ | --------------------- | -------------------- | ----------------------- |
| 1                | Martina Hingis     | 6                     | 6                    |                         |
| 1                | Amanda Coetzer     | 1                     | 0                    |                         |
|                  |                    |                       |                      |                         |
| 2                | Roger Federer      | 3                     | 6                    | 3                       |
| 2                | Wayne Ferreira     | 6                     | 3                    | 6                       |
|                  |                    |                       |                      |                         |
| 3                | Hingis - Federer   | 6                     | 6                    |                         |
| 3                | Coetzer - Ferreira | 2                     | 3                    |                         |

### Groupe B

#### Classements
| #   | Équipe victorieuse | Adversaire | Score |
| 1er | États-Unis         | Slovaquie  | 3 - 0 |
| 2e  | Belgique           | Russie     | 2 - 1 |
| 3e  | Slovaquie          | Belgique   | 2 - 1 |
| 4e  | États-Unis         | Russie     | 2 - 1 |
| 5e  | Russie             | Slovaquie  | 2 - 1 |
| 6e  | États-Unis         | Belgique   | 3 - 0 |

| #   | Pays       | Points | Matchs | Sets    |
| --- | ---------- | ------ | ------ | ------- |
| 1re | États-Unis | 3 - 0  | 8 – 1  | 17 – 7  |
| 2e  | Russie     | 1 - 2  | 4 – 5  | 11 – 13 |
| 3e  | Slovaquie  | 1 - 2  | 3 – 6  | 12 – 14 |
| 4e  | Belgique   | 1 - 2  | 3 – 6  | 8 – 14  |

#### Matchs détaillés
|  | Équipe 1   | Score | Équipe 2  |  |
|  | États-Unis | 3 – 0 | Slovaquie |  |

| Ordre des matchs | Joueurs             | Points au premier set | Points au second set | Points au troisième set |
| ---------------- | ------------------- | --------------------- | -------------------- | ----------------------- |
| 1                | Monica Seles        | 6                     | 3                    | 6                       |
| 1                | Karina Habšudová    | 3                     | 6                    | 1                       |
|                  |                     |                       |                      |                         |
| 2                | Jan-Michael Gambill | 6                     | 3                    | 6                       |
| 2                | Dominik Hrbatý      | 3                     | 6                    | 4                       |
|                  |                     |                       |                      |                         |
| 3 (sans enjeu)   | Seles - Gambill     | 4                     | 6                    | 7                       |
| 3 (sans enjeu)   | Habšudová - Hrbatý  | 6                     | 2                    | 64                      |

|  | Équipe 1 | Score | Équipe 2 |  |
|  | Belgique | 2 – 1 | Russie   |  |

| Ordre des matchs | Joueurs             | Points au premier set | Points au second set | Points au troisième set |
| ---------------- | ------------------- | --------------------- | -------------------- | ----------------------- |
| 1                | Kim Clijsters       | 6                     | 6                    |                         |
| 1                | Elena Likhovtseva   | 1                     | 4                    |                         |
|                  |                     |                       |                      |                         |
| 2                | Olivier Rochus      | 6                     | 1                    | 6                       |
| 2                | Marat Safin         | 2                     | 6                    | 3                       |
|                  |                     |                       |                      |                         |
| 3 (sans enjeu)   | Clijsters - Rochus  | 3                     | 63                   |                         |
| 3 (sans enjeu)   | Likhovtseva - Safin | 6                     | 7                    |                         |

|  | Équipe 1  | Score | Équipe 2 |  |
|  | Slovaquie | 2 – 1 | Belgique |  |

| Ordre des matchs | Joueurs            | Points au premier set | Points au second set | Points au troisième set |
| ---------------- | ------------------ | --------------------- | -------------------- | ----------------------- |
| 1                | Karina Habšudová   | 6                     | 4                    | 1                       |
| 1                | Kim Clijsters      | 0                     | 6                    | 6                       |
|                  |                    |                       |                      |                         |
| 2                | Dominik Hrbatý     | 6                     | 6                    |                         |
| 2                | Olivier Rochus     | 3                     | 0                    |                         |
|                  |                    |                       |                      |                         |
| 3                | Habšudová - Hrbatý | 6                     | 3                    | 6                       |
| 3                | Clijsters - Rochus | 4                     | 6                    | 3                       |

|  | Équipe 1   | Score | Équipe 2 |  |
|  | États-Unis | 2 – 1 | Russie   |  |

| Ordre des matchs | Joueurs             | Points au premier set | Points au second set | Points au troisième set |
| ---------------- | ------------------- | --------------------- | -------------------- | ----------------------- |
| 1                | Monica Seles        | 6                     | 6                    |                         |
| 1                | Elena Likhovtseva   | 3                     | 3                    |                         |
|                  |                     |                       |                      |                         |
| 2                | Jan-Michael Gambill | 4                     | 7                    | 3                       |
| 2                | Marat Safin         | 6                     | 6                    | 6                       |
|                  |                     |                       |                      |                         |
| 3                | Seles - Gambill     | 4                     | 6                    | 6                       |
| 3                | Likhovtseva - Safin | 6                     | 2                    | 2                       |

|  | Équipe 1 | Score | Équipe 2  |  |
|  | Russie   | 2 – 1 | Slovaquie |  |

| Ordre des matchs | Joueurs             | Points au premier set | Points au second set | Points au troisième set |
| ---------------- | ------------------- | --------------------- | -------------------- | ----------------------- |
| 1                | Elena Likhovtseva   | 61                    | 6                    | 3                       |
| 1                | Karina Habšudová    | 7                     | 3                    | 6                       |
|                  |                     |                       |                      |                         |
| 2                | Marat Safin         | 6                     | 0                    | 6                       |
| 2                | Dominik Hrbatý      | 3                     | 6                    | 4                       |
|                  |                     |                       |                      |                         |
| 3                | Likhovtseva - Safin | 6                     | 4                    | 7                       |
| 3                | Habšudová - Hrbatý  | 2                     | 6                    | 64                      |

|  | Équipe 1   | Score | Équipe 2 |  |
|  | États-Unis | 3 – 0 | Belgique |  |

| Ordre des matchs | Joueurs             | Points au premier set | Points au second set | Points au troisième set |
| ---------------- | ------------------- | --------------------- | -------------------- | ----------------------- |
| 1                | Monica Seles        | 7                     | 6                    |                         |
| 1                | Kim Clijsters       | 64                    | 0                    |                         |
|                  |                     |                       |                      |                         |
| 2                | Jan-Michael Gambill | 7                     | 6                    |                         |
| 2                | Olivier Rochus      | 61                    | 4                    |                         |
|                  |                     |                       |                      |                         |
| 3 (sans enjeu)   | Seles - Gambill     | 4                     | 6                    | 7                       |
| 3 (sans enjeu)   | Clijsters - Rochus  | 6                     | 1                    | 65                      |

## Finale
La finale de la Hopman Cup 2001 se joue entre la Suisse et les États-Unis. 
|  | Équipe 1 | Score | Équipe 2   |  |
|  | Suisse   | 2 – 1 | États-Unis |  |